# Flora de Escocia

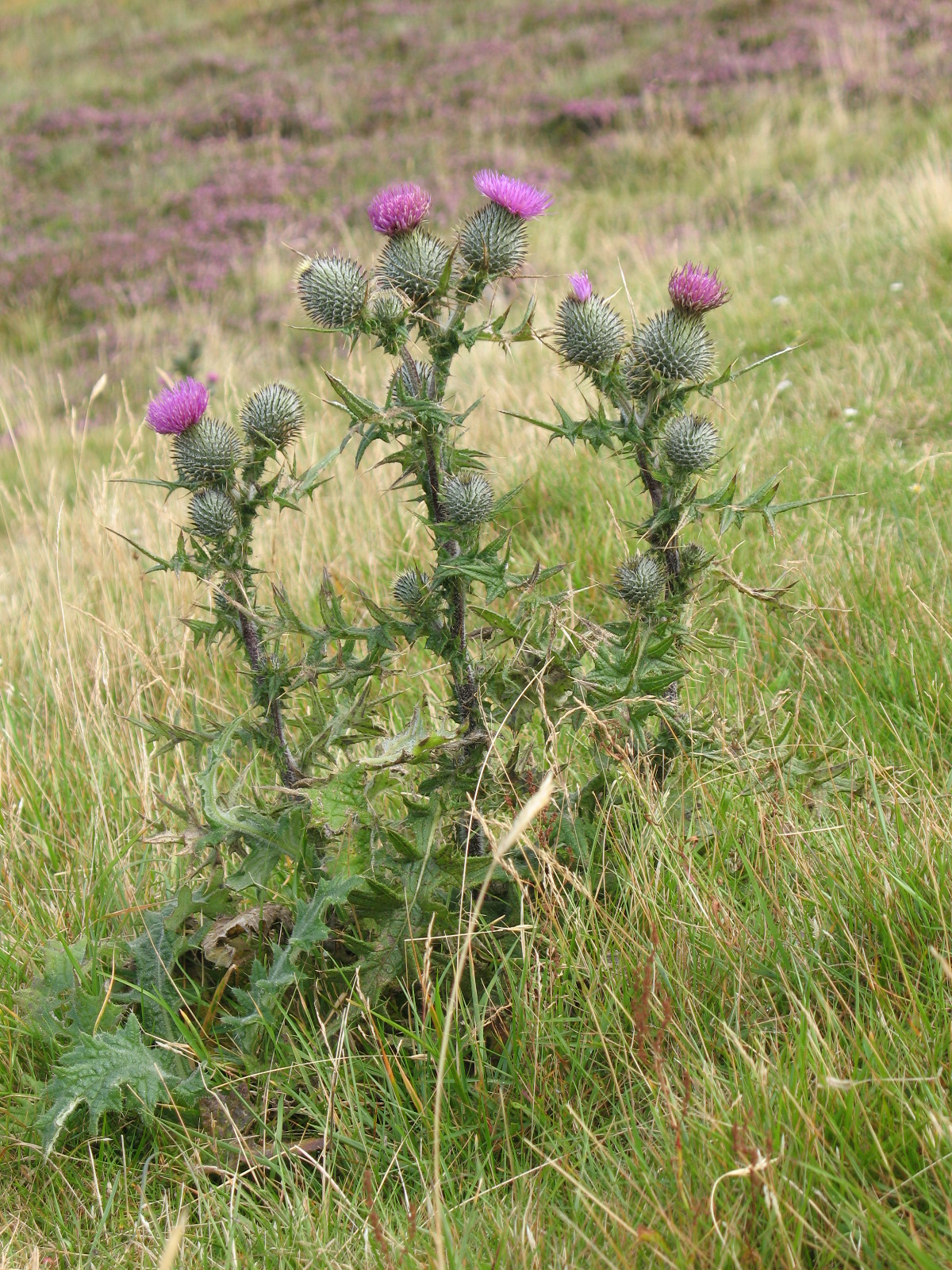
Cardo lanza

La flora de Escocia es un conjunto de especies vegetales autóctonas que incluye más de 1.600 plantas vasculares, más de 1.500 líquenes y casi 1.000 briofitas. El número total de especies vasculares es bajo en comparación con los estándares mundiales, pero los líquenes y las briofitas son abundantes y estas últimas forman una población de importancia mundial. Existen varias poblaciones de helechos raros, aunque el impacto de los coleccionistas del siglo XIX amenazó la existencia de varias especies. La flora escocesa es, en general, típica de la parte noroccidental europea del Paleártico y se caracteriza por el bosque boreal de Caledonia (muy reducido con respecto a su extensión natural), el páramo de brezos y el machair costero. Además de las especies autóctonas de plantas vasculares, existen numerosas introducciones no autóctonas, que en la actualidad se cree que constituyen alrededor del 43% de las especies del país.
Hay una gran variedad de especies y especímenes arbóreos importantes; un Gran Abeto de Argyll es el árbol más alto del Reino Unido y el Tejo de Fortingall puede ser el árbol más viejo de Europa. El carpe blanco de Arran, la oreja de ratón de las Shetland y la prímula escocesa son plantas con flores endémicas y hay una gran variedad de musgos y líquenes endémicos. La conservación del entorno natural está bien desarrollada y varias organizaciones desempeñan un papel importante en la administración de la flora del país. Numerosas referencias a la flora del país aparecen en el folclore, las canciones y la poesía.

## Hábitats

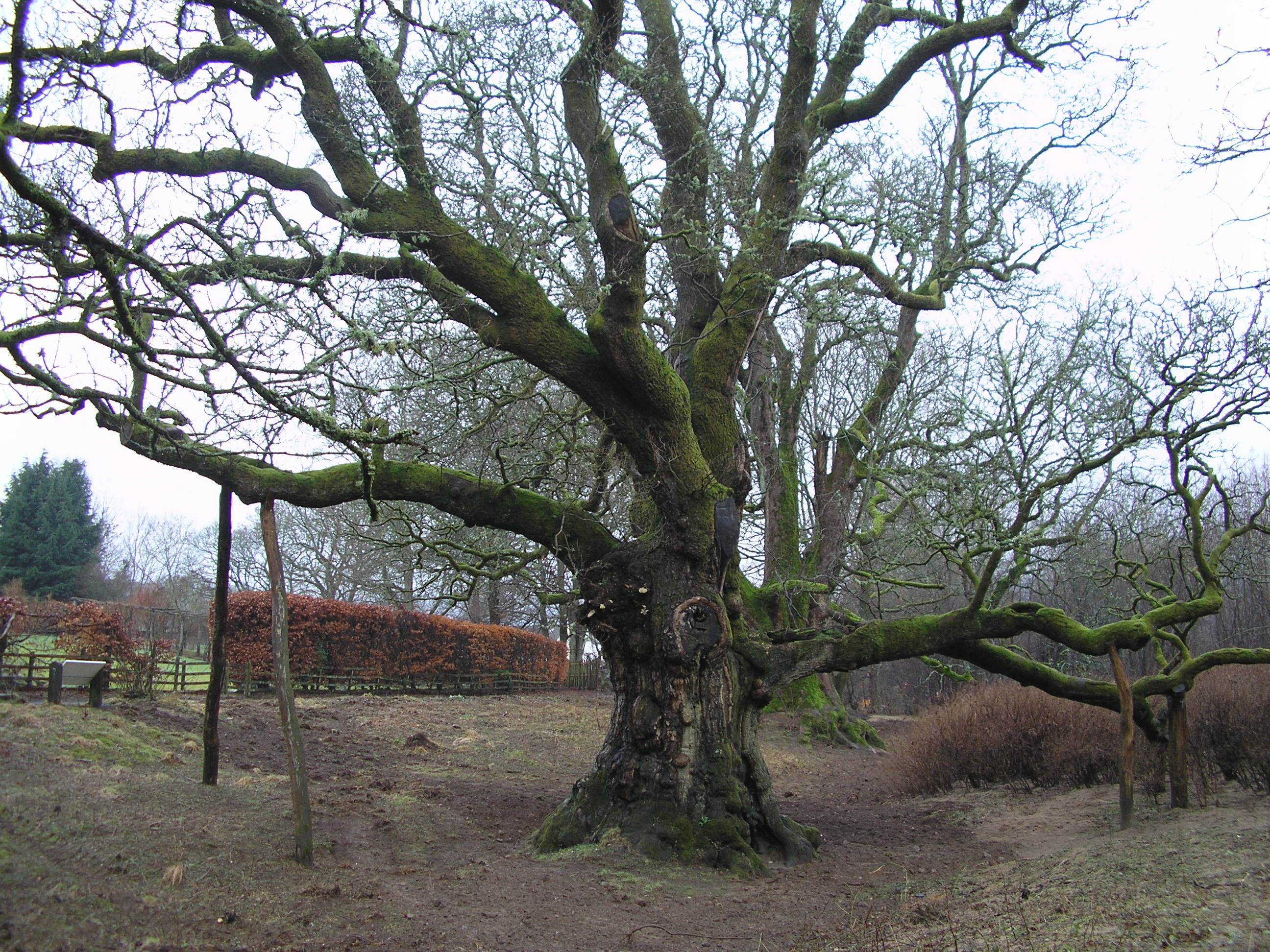
El roble de Birnam, en Strathtay

Escocia goza de una diversidad de ecologías templadas, con bosques de hoja caduca y de coníferas, y paisajes de páramos, montañas, estuarios, agua dulce, océanos y tundras. Aproximadamente el 18,5% de Escocia es bosque, de los cuales el 14,5% son plantaciones forestales no autóctonas, pero antes de la tala humana habría zonas mucho más extensas de bosque boreal de Caledonia y de frondosas. Aunque se ha reducido considerablemente (algunas estimaciones llegan al 98%), en algunos lugares se pueden encontrar restos significativos de los bosques nativos de pino silvestre. El 17% de Escocia está cubierto por páramos de brezo y turberas. Caithness y Sutherland poseen algunas de las zonas de turberas más extensas e intactas del mundo, con una fauna y flora características. El 75% de la superficie de Escocia es agrícola (incluidos algunos páramos) y las zonas urbanas representan alrededor del 3% del total. El número de islas con vegetación terrestre se acerca a las 800, de las que unas 600 se encuentran frente a la costa occidental. Escocia posee más del 90% del volumen y el 70% de la superficie total de agua dulce del Reino Unido. Hay más de 30.000 lagos de agua dulce y 6.600 sistemas fluviales.
Por debajo de la línea arbórea existen varias zonas de bosque clímax. El abedul predomina en el oeste y el norte, el pino silvestre con abedul y roble en las Highlands orientales y el roble (Quercus robur y Qercus petrea) con abedul en las tierras bajas centrales y los Borders. Gran parte de la costa escocesa está formada por machair, un fértil pastizal de dunas que se formó al descender el nivel del mar tras la última glaciación. Los machairs han recibido una considerable atención ecológica y de conservación, principalmente por sus ecosistemas únicos.

## Plantas con flores y arbustos

Mapa de la cubierta terrestre de Escocia

El número total de especies vasculares es bajo en comparación con los estándares mundiales, en parte debido a los efectos de las glaciaciones del Pleistoceno (que eliminaron todas o casi todas las especies) y a la posterior creación del Mar del Norte (que creó una barrera para la recolonización). No obstante, hay una variedad de especies y conjuntos importantes. Los brezales de maruca, brezo de campana, brezo de hoja cruzada, mirto de los pantanos y festucas suelen ser abundantes y contienen varias especies con flores más pequeñas, como el camemoro y el campanilla alpina.  Los acantilados y las montañas albergan una diversidad de plantas árticas y alpinas, entre las que se incluyen la perlita alpina, el ciprés musgoso, las avellanas de montaña y el musgo de abeto. En las islas Hébridas de la costa occidental hay pastos de Plantago, que crecen bien en lugares expuestos al rocío marino e incluyen la festuca roja, el llantén de mar y la rosa de mar.  Los paisajes de machair incluyen especies raras como el mechón de la dama irlandesa, el cascabel amarillo y numerosas orquídeas, junto con especies más comunes como la hierba marram y el ranúnculo de los prados, la artemisa, el trébol de los pies de pájaro y el llantén de las costillas. El apio de monte escocés (Ligusticum scoticum), registrado por primera vez en 1684 por Robert Sibbald, y la planta ostra son plantas comunes de las costas.

### Especies acuáticas

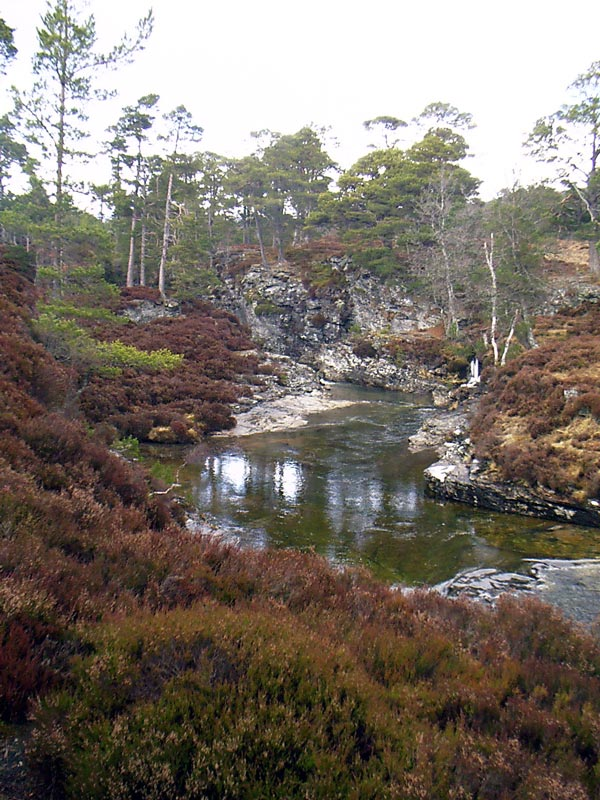
Paisaje típico de tierras altas con pino silvestre (Pinus sylvestris), abedul plateado (Betula pendula) y brezo (Calluna vulgaris).

El lirio de los pantanos y la lobelia acuática son plantas comunes de los estanques y lagos de los páramos. También están muy extendidos el nenúfar menor (Nuphar pumila), el nenúfar amarillo y el nenúfar blanco. La agripalma ha generado cierta controversia botánica en cuanto a su descubrimiento, clasificación y distribución. Se encontró creciendo en Skye en el siglo XVIII, aunque posteriormente hubo confusión tanto sobre el descubridor como sobre el nombre científico correcto, que ahora es Eriocaulon aquaticum. El área de distribución europea de esta planta se limita a Escocia e Irlanda occidental, y es una de las pocas especies comunes en Norteamérica, pero muy restringida en Europa. Existen algunos ejemplos localizados de la hornata rígida (Ceratophyllum demersum).

### Gramíneas y juncias
Las gramíneas y juncias son comunes en todas partes excepto en los sistemas de dunas (donde la hierba marram puede ser localmente abundante) y en las cimas de las montañas y mesetas pedregosas. El número total de especies es elevado; se han registrado 84 en los arcenes de una sola carretera en West Lothian. La hierba de los prados lisa y la hierba de los prados de hoja ancha están muy extendidas en las tierras bajas húmedas, la juncia del bosque (Carex sylvatica) en los bosques, y la juncia ovalada y la hierba capilar temprana en los páramos de las tierras altas. En condiciones húmedas, abundan las cañas Phragmites y varias especies de Juncus, como el junco articulado, el junco blando y el junco sapo, y menos comúnmente la especie introducida junco esbelto. El pasto algodonero común es un lugar familiar en las tierras pantanosas, pero la juncia de las marismas saladas (Carex salina) se descubrió por primera vez en 2004 en la cabecera de Loch Duich.

### Especies endémicas

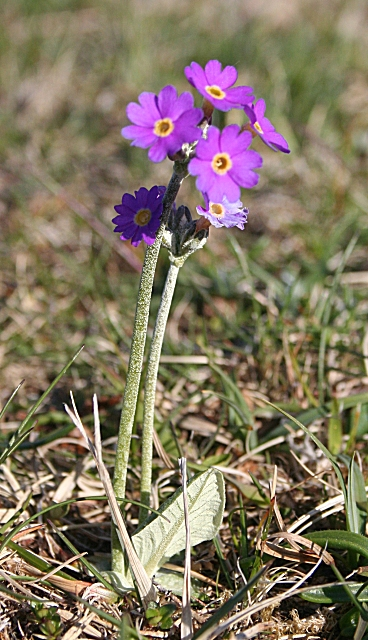
Una prímula escocesa (Primula scotica) creciendo cerca de Durness

La oreja de ratón de las Shetland (Cerastium nigrescens) es una planta endémica de las Shetland. Fue registrada por primera vez en 1837 por el botánico Thomas Edmondston. Aunque se tiene constancia de su presencia en otros dos lugares en el siglo XIX, en la actualidad sólo crece en dos colinas serpentinas de la isla de Unst. La prímula escocesa (Primula scotica) es endémica de la costa norte, incluidas Caithness y las Orcadas. Está estrechamente emparentada con las especies árticas Primula stricta y Primula scandinavica. La eléboro de Young (Epipactis youngiana) es una rara orquídea endémica que se encuentra principalmente en los tajos creados por la industria minera del carbón en las tierras bajas centrales y está clasificada en peligro de extinción. El diente de león de St Kilda (Taraxacum pankhurstianum) es una especie de diente de león endémica de la isla de Hirta, identificada en 2012.

### Especies raras
Algunas de las especies de plantas con flores de Escocia tienen áreas de distribución extremadamente restringidas en el país. Entre ellas se encuentran la Diapensia lapponica, que sólo se encuentra en las laderas de Sgurr an Utha, Argyll, y la Gayuba de montaña, de la que sólo se tiene constancia en unos pocos lugares del continente, así como en Skye y las Orcadas. Los pinares de Strathspey contienen especies raras como el mechón de dama rastrera, la flor gemela y la gaulteria de una flor. En 2008 se introdujeron planes para proteger la gaulteria intermedia, que también se encuentra aquí. Otras especies raras a nivel nacional son la saxífraga moñuda, la mosca cojonera alpina, la eléboro de hoja de espada, el sándalo noruego, la eléboro rojo oscuro, la verdolaga de Islandia, el trigo de vaca pequeño y el oxitrópico amarillo.

### Plantas invasoras

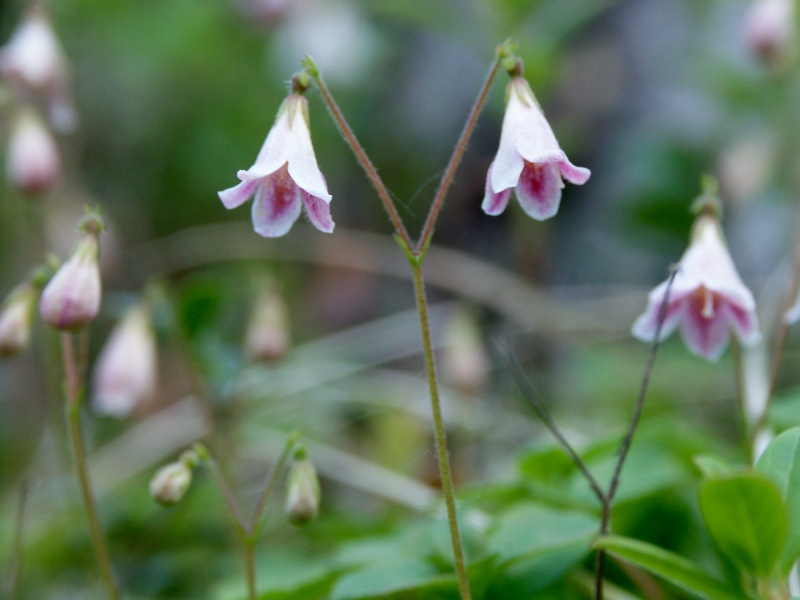
Gemínula (Linnaea borealis)

Varias especies invasoras no autóctonas han sido identificadas como una amenaza para la biodiversidad autóctona; la Hogweed gigante, el Knotweed japonés, el bálsamo del Himalaya y el Rhododendron ponticum suelen considerarse las «4 grandes». En mayo de 2008 se anunció que podrían introducirse en el Reino Unido piojos psílidos procedentes de Japón, que se alimentan del Knotweed, para controlar la planta. Sería la primera vez que se utiliza una especie exótica en Gran Bretaña de esta forma. Los científicos de la Commonwealth Agricultural Bureaux International no creen que los piojos causen ningún daño medioambiental. El pastoreo excesivo causado por el gran número de ciervos rojos y ovejas también ha provocado el empobrecimiento de los hábitats de páramos y tierras altas y la pérdida de bosques autóctonos. En 2012, el Gobierno escocés publicó un «Código de prácticas sobre especies no autóctonas» para ayudar a las personas a entender sus responsabilidades y orientar sobre qué organismo público tiene responsabilidad sobre los distintos hábitats implicados.

## Árboles de hoja caduca

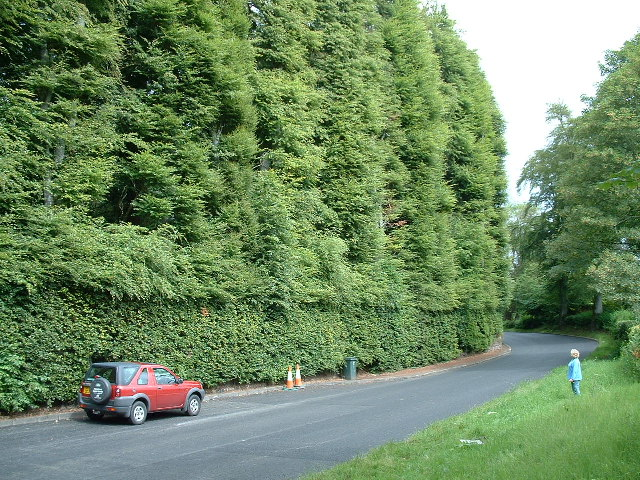
El seto de hayas de Meikleour (Fagus sylvatica)

Sólo 31 especies de árboles y arbustos de hoja caduca son autóctonas de Escocia, entre ellas 10 sauces, cuatro carpes blancos y tres especies de abedules y cerezos.
Los setos de hayas de Meikleour, situados en Perth y Kinross, fueron plantados en otoño de 1745 por Jean Mercer y su marido, Robert Murray Nairne. Este seto de hayas europeas, de 530 metros (0,3 millas) de longitud, alcanza los 30 metros (100 pies) de altura y figura en el Guinness World Records como el seto más alto y largo de la Tierra.
Los carpes blancos de Arran son especies exclusivas de la isla de Arran. El carpe blanco de Arran (Sorbus arranensis) y el carpe blanco de hoja cortada (S. pseudofennica) se encuentran entre las especies arbóreas más amenazadas del mundo si la rareza se mide únicamente por el número de ejemplares. Sólo 236 S. pseudofennica y 283 S. arranensis se registraron como árboles maduros en 1980. Los árboles se desarrollaron de una forma muy compleja en la que el carpe roquero (S. rupicola), que se encuentra en la cercana Holy Isle pero no en Arran, se cruzó con el serbal (S. aucuparia) para producir la nueva especie. En 2007 se anunció que investigadores de Arran habían descubierto dos ejemplares de un tercer híbrido nuevo, el carpe blanco de Catacol (S. pseudomeinichii). Este árbol es un cruce entre el serbal autóctono y S. pseudofennica.
Shakespeare hace referencia a la utilización del bosque de Birnam como camuflaje para el ejército de Malcolm Canmore antes de la batalla de Dunsinane con MacBeth. Hay un árbol milenario, el roble de Birnam, que se yergue a unos cientos de metros del centro de Birnam. Es muy posible que formara parte del bosque de Birnam en el momento de la batalla, hace 900 años, y sigue formando parte de la leyenda.
El Moray College inició en 2006 una investigación sobre el posible uso comercial del espino amarillo. Las bayas anaranjadas pueden transformarse en mermeladas, licores y ungüentos, y esta especie resistente crece bien incluso en las costas occidentales expuestas.

## Coníferas
El pino silvestre y el enebro común son las únicas coníferas definitivamente autóctonas de Escocia, con el tejo como posible contendiente.

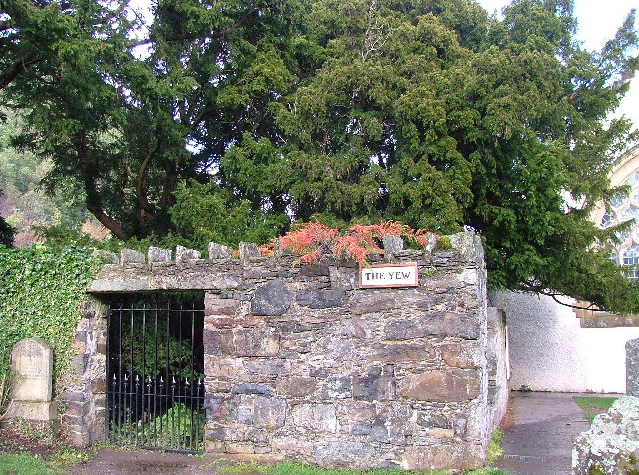
El tejo de Fortingall (Taxus baccata)

El tejo de Fortingall es un árbol milenario situado en el cementerio de la iglesia del pueblo de Fortingall, en Perthshire. Según diversas estimaciones, su edad oscila entre los 2.000 y los 5.000 años; investigaciones recientes sobre la edad de los tejos sugieren que probablemente se acerque al límite inferior de 2.000 años. Esto lo convierte en el árbol más viejo de Europa, aunque en Suecia hay un sistema radicular de pícea más antiguo.
Con 64,3 metros (211 pies), un gran abeto plantado junto a Loch Fyne, Argyll, en la década de 1870 fue nombrado el árbol más alto del Reino Unido en 2011. Los siguientes cuatro árboles más altos del Reino Unido se encuentran todos en Escocia. El abeto de Douglas de Stronardron, que crece cerca del castillo de Dunans en Argyll, mide 63,79 metros. El siguiente más alto es el abeto Diana's Grove, en el castillo de Blair, que mide 62,7 metros. Dùghall Mòr (en gaélico escocés, «Gran Douglas»), otro abeto de Douglas situado en Reelig Glen, cerca de Inverness, alcanza algo más de 62 metros (203 pies) de altura y se consideraba el árbol más alto de Gran Bretaña hasta un estudio realizado por el Sparsholt College en 2009 (que designó al abeto de Stronardron como el más alto). Este estudio concluyó que el abeto de Douglas de Hermitage, cerca de Dunkeld, era el siguiente en altura, con 61,31 metros.

## Helechos
El helecho es muy común en las tierras altas, el helecho de haya en los bosques y otros lugares sombreados y el helecho macho escamoso en zonas boscosas o abiertas. El helecho filamentoso de Wilsons es una variedad común en las tierras altas, junto con el helecho filamentoso de Tunbridge, el helecho dama alpino y la forma achaparrada más rara del helecho dama de Newman (A. distentifolium var. flexile), que es endémica de Escocia. El helecho de Killarney, que una vez se encontró en Arran, se creía extinto en Escocia, pero se ha descubierto en Skye en su forma gametofítica.
Las poblaciones escocesas de Woodsia alpina y Woodsia oblonga se encuentran en el límite de su área de distribución natural. La distribución británica de la primera se limita a Angus, Perthshire, Argyll y el norte de Gales, y la de la segunda a Angus, las colinas de Moffat, el norte de Gales y dos localidades de Inglaterra. Las plantas fueron identificadas por primera vez como especies separadas por John Bolton en 1785 y se vieron gravemente amenazadas por los coleccionistas de helechos victorianos a mediados del siglo XIX.La Cystopteris dickieana, descubierta por primera vez en una cueva marina en Kincardineshire, es un helecho raro en el contexto del Reino Unido cuya distribución se limita a Escocia, aunque investigaciones recientes sugieren que puede ser una variante de C. fragilis en lugar de una especie por derecho propio.

## Plantas no vasculares
Escocia ofrece condiciones ideales para el crecimiento de muchas especies de briofitas, debido al clima húmedo, la ausencia de sequías prolongadas y los inviernos sin heladas fuertes prolongadas. Además, la diversidad geológica del país, con numerosos peñascos rocosos expuestos y barrancos profundos y húmedos, junto con una atmósfera relativamente libre de contaminación, permite la existencia de una gran diversidad de especies. Este conjunto único contrasta con el relativo empobrecimiento de las plantas vasculares autóctonas. En Escocia hay unas 920 especies de musgos y hepáticas, y están representados el 87% de los briófitos del Reino Unido y el 60% de los de Europa. La flora briofítica de Escocia es importante a escala mundial y este pequeño país puede albergar hasta el 5% de las especies del mundo (en el 0,05% de la superficie terrestre, similar en tamaño a Carolina del Sur o Assam). Las montañas del altiplano noroccidental albergan una comunidad briófita única llamada «tapete hepático septentrional», dominada por una variedad de hepáticas raras, como Pleurozia purpurea y Anastrophyllum alpinum.
Escocia ha desempeñado un papel importante en el desarrollo de la briología, con pioneros como Archibald Menzies y Sir William Hooker, que iniciaron sus exploraciones a finales del siglo XVIII. Tetrodontium brownianum debe su nombre a Robert Brown, que descubrió la planta en Roslin, cerca de Edimburgo, y otras especies, como Plagiochila atlantica y Anastrepta orcadensis, también se descubrieron en el país.

### Musgos

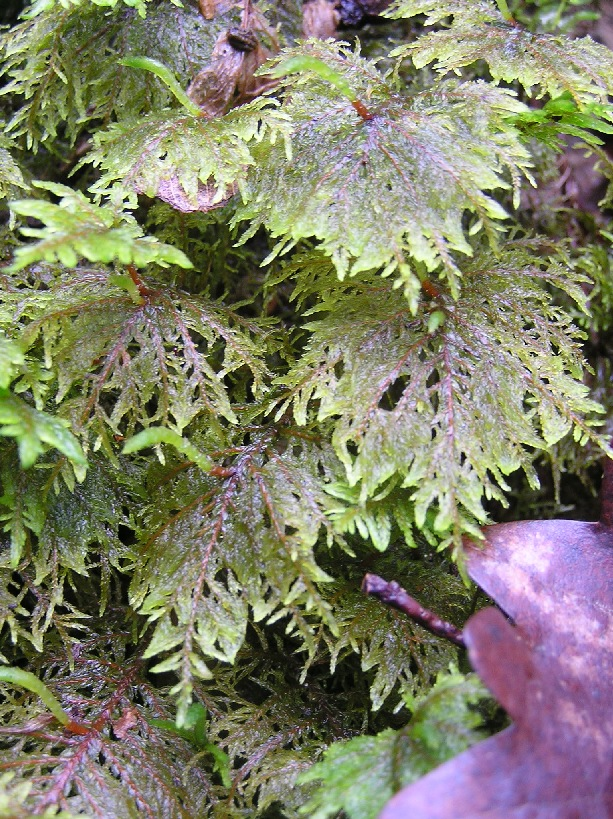
El musgo de madera brillante (Hylocomium splendens)

El esfagno es común y se recolecta comercialmente para su uso en cestas colgantes y coronas y con fines medicinales. El musgo de madera brillante, el musgo lanudo (Racomitrium lanuginosum) y el musgo erizado (Polytrichum piliferum) se encuentran entre otras muchas especies autóctonas abundantes. Entre las especies endémicas se encuentran el musgo de hilo escocés, el musgo de hilo de Dixon y el musgo de barba escocés. En los Cairngorms hay pequeños rodales de musgo de arroyo de las nieves y musgo de tomillo alpino, y abundancia de musgo de roca helada; la población británica de este último sólo se encuentra aquí y en un lugar de Inglaterra.  La costa occidental es rica en musgos oceánicos como Cyclodictyon laetevirens y la cordillera de Ben Lawers también proporciona hábitats para varias especies raras como el musgo de glándula de hoja lengüeteada. El musgo de Perthshire es un endemismo europeo que sólo se da en cuatro lugares fuera de Escocia y está clasificado como «en peligro crítico».

### Hepáticas y hornabeques
Hay numerosas hepáticas comunes, como Conocephalum conicum y Marchantia polymorpha. En 2008 se descubrió en un paraje de Ben Lomond una especie escasa a escala nacional, Jamesoniella autumnali, que suele encontrarse en los robledales sésiles del oeste de Escocia. La especie lleva el nombre del botánico escocés William Jameson. La hierba de las puntas septentrionales es una hepática endémica que sólo se encuentra en la reserva natural de Beinn Eighe. Los altos Cairngorms son hábitats de otras hepáticas poco comunes, como la Marsupella arctica, cuya distribución europea se limita a dos lugares aquí y a Svalbard.
Los hornabeques son escasos en Escocia; el de Carolina (Phaeoceros carolinianus), por ejemplo, sólo se ha encontrado en Lauderdale.

## Líquenes
Los líquenes son abundantes, y el 37% de las especies europeas están representadas en sólo el 0,75% de la superficie terrestre europea. La mayoría de las superficies rocosas, salvo las que se encuentran en lugares muy expuestos o que se mantienen constantemente húmedas por el mar o el agua dulce, se cubren de líquenes. El musgo de los renos (Cladonia rangiferina) es una especie común. Los troncos y las ramas de los grandes árboles son un importante hábitat para los líquenes, entre los que destaca la pulmonaria arbórea. En el pasado, los líquenes se utilizaban mucho para teñir la ropa.
Graphis alboscripta y Halecania rhypodiza son especies endémicas. La primera se encuentra en los bosques de avellanos de la costa occidental y la segunda sólo en dos lugares de las Highlands. Las áreas de distribución británicas de 35 especies se limitan a los montes Cairngorm. Entre ellas se encuentran Alectoria ochroleuca, Rinodian parasitica y Cladonia trassii. Otras especies raras a escala nacional son Jamesiella scotica, Cladonia botrytes y Ramalina polymorpha.

## Conservación

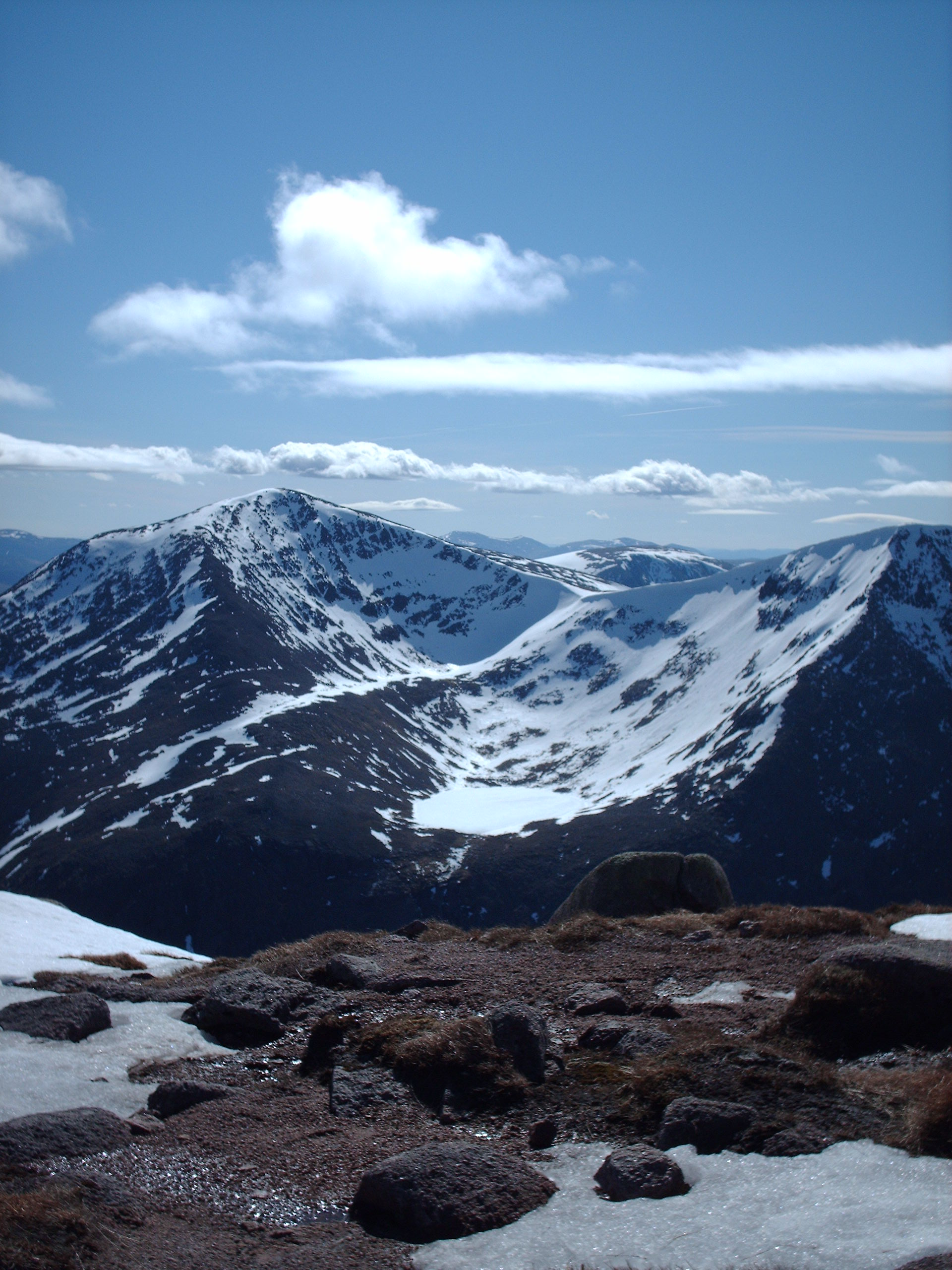
Cairn Toul y el Pico del Ángel, Parque Nacional de Cairngorms

La conservación del medio natural está muy desarrollada en el Reino Unido. Existen varias organizaciones del sector público que desempeñan un papel importante en la gestión de la flora del país. NatureScot es el organismo oficial responsable de la gestión del patrimonio natural en Escocia. Una de sus obligaciones es crear Reservas Naturales Nacionales. Hasta 2004 había 73, pero una revisión llevada a cabo ese año hizo que un número importante de lugares perdieran su condición de NNR, y en 2022 hay 43. Forestry and Land Scotland es el departamento forestal del Gobierno escocés y uno de los mayores terratenientes del país. El Comité Conjunto para la Conservación de la Naturaleza es el asesor legal del Gobierno en materia de conservación de la naturaleza en el Reino Unido y a escala internacional.
El país cuenta con dos parques nacionales. El Parque Nacional de Cairngorms incluye la mayor superficie de paisaje montañoso ártico del Reino Unido. Los lugares designados de importancia para el patrimonio natural ocupan el 39% de la superficie, dos tercios de los cuales son de importancia europea. El Parque Nacional de Loch Lomond y los Trossachs incluye la mayor masa de agua dulce de Gran Bretaña, las montañas de Breadalbane y los lagos marinos de Argyll.
También hay numerosas organizaciones benéficas y de voluntariado que desempeñan un papel importante, entre las que destacan las siguientes. El National Trust for Scotland es la organización benéfica de conservación que protege y promueve el patrimonio natural y cultural de Escocia. Con más de 330.000 miembros, es la mayor organización benéfica de conservación de Escocia. La Royal Society for the Protection of Birds (Real Sociedad para la Protección de las Aves) promueve la conservación de las aves y otros animales silvestres mediante la protección y recreación de hábitats. El John Muir Trust es una organización benéfica cuyo principal papel es el de guardián de la tierra salvaje y la vida silvestre, mediante la propiedad de tierras y la promoción de la educación y la conservación. La fundación posee y gestiona fincas en varios lugares, como Knoydart, Assynt y la isla de Skye. Trees for Life es una organización benéfica cuyo objetivo es restaurar un «bosque salvaje» en las Highlands del noroeste y las montañas de Grampian.
La Ley de Vida Silvestre y Paisaje de 1981 prohíbe arrancar plantas sin permiso del propietario y recoger cualquier parte de las especies más amenazadas, que figuran en el anexo 8.

## La flora en la cultura escocesa

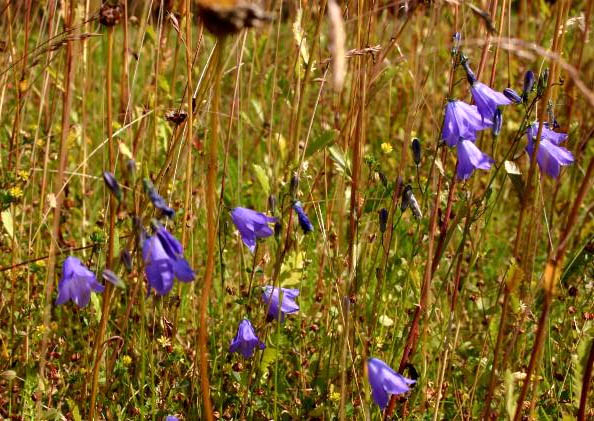
Campanula rotundifolia, la campanilla escocesa

Las plantas ocupan un lugar destacado en el folclore, las canciones y la poesía gaélica y escocesa.
El cardo ha sido uno de los emblemas nacionales de la nación escocesa desde el reinado de Alejandro III (1249-1286) y se utilizó en las monedas de plata emitidas por Jaime III en 1470. Hoy forma parte del emblema de la Unión Escocesa de Rugby. Según cuenta la leyenda, un ejército invasor había intentado acercarse sigilosamente a los escoceses por la noche. Un soldado extranjero, quizás descalzo, tropezó con un cardo escocés y gritó de dolor, alertando así a los escoceses de su presencia. Algunas fuentes sugieren que la ocasión concreta fue la batalla de Largs, que marcó el inicio de la partida del monarca vikingo Haakon IV de Noruega, que había acosado la costa durante algunos años. Las plantas con pinchos, como las zarzas, parecen haberse utilizado alrededor de las fortalezas desde tiempos inmemoriales, por lo que la historia, esté o no relacionada con el episodio de Haakon, probablemente sea la culminación de más de un suceso de este tipo a lo largo del tiempo. En algunas variantes, son los invasores ingleses los que tropiezan con un cardo, pero la historia es anterior a esta época.
En las canciones y versos escoceses se hace referencia a numerosas plantas. Entre ellas, A Red, Red Rose de Robert Burns, A Drunk Man Looks at the Thistle de Hugh MacDiarmid, Hallaig de Sorley MacLean, I Love A Lassie de Harry Lauder y, en el siglo XXI, And The Accordions Played de Runrig. Las dos últimas letras incluyen una referencia al campanilla. La «campanilla escocesa» es Campanula rotundifolia, (conocida en otros lugares como «campanilla») en lugar de Hyacinthoides non-scripta, la «campanilla común».
Los árboles ocuparon un lugar importante en la cultura gaélica desde los tiempos más remotos. Se veneraban sobre todo los árboles grandes, y los más valiosos, como el roble, el avellano común y el manzano, se clasificaban como «nobles». Los menos importantes, el aliso común, el espino común y el géano, se clasificaban como «plebeyos», y había «órdenes inferiores» y «esclavos», como el álamo temblón y el enebro. El alfabeto se aprendía como mnemotecnia utilizando los nombres de los árboles. El Rowan se plantaba regularmente cerca de las casas de las Highlands como protección contra la brujería.
Se atribuyen cualidades apotropaicas a varias plantas, entre las que destaca el fresno de montaña. El beleño (Hyoscyamus niger) puede haber sido utilizado como alucinógeno ya en el Neolítico. Esta tradición ha sido retomada recientemente por los de la Nueva Era.